# Bertram von Holtzendorf

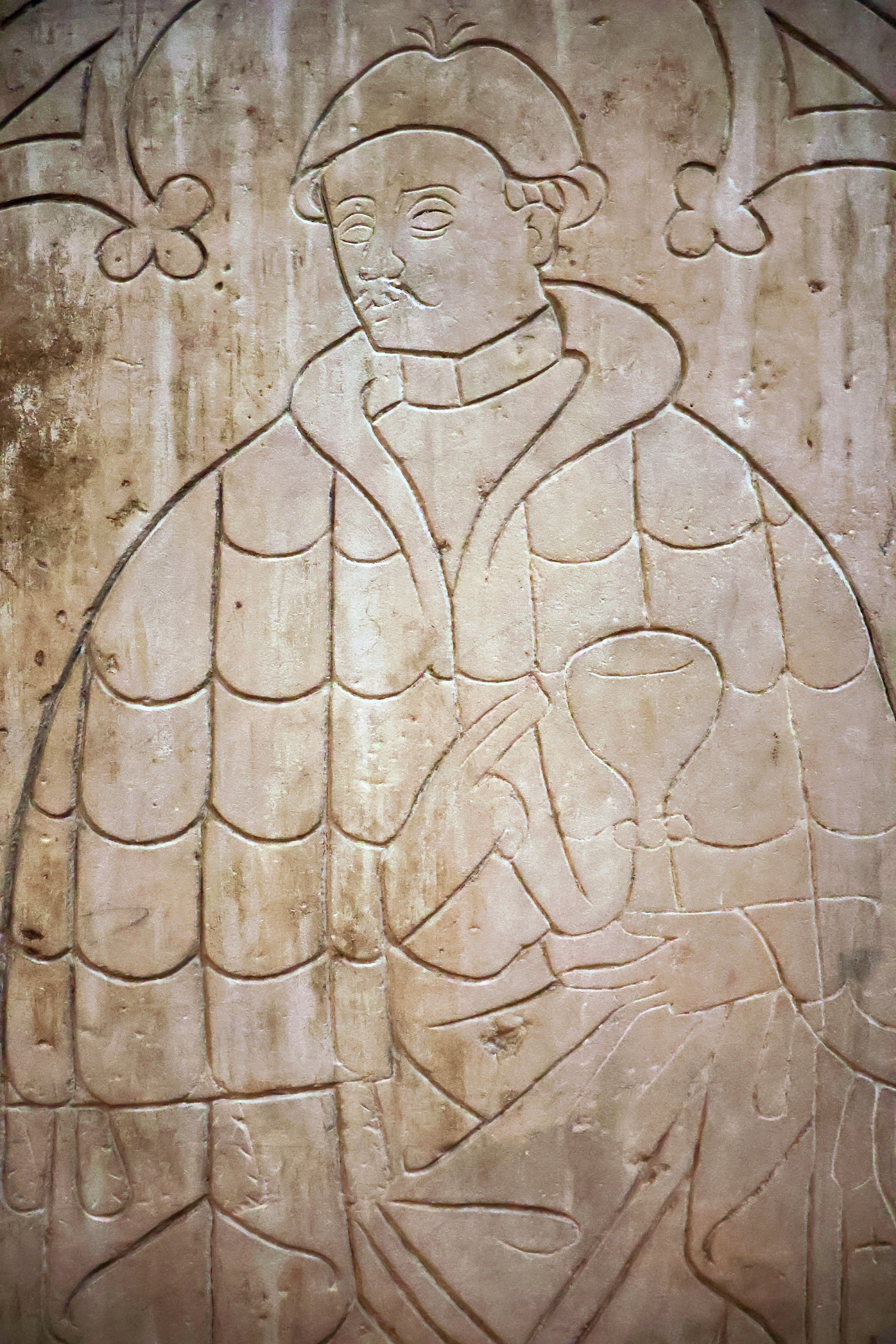
Darstellung des Propstes Bertram auf seiner Grabplatte im Dom zu Brandenburg.

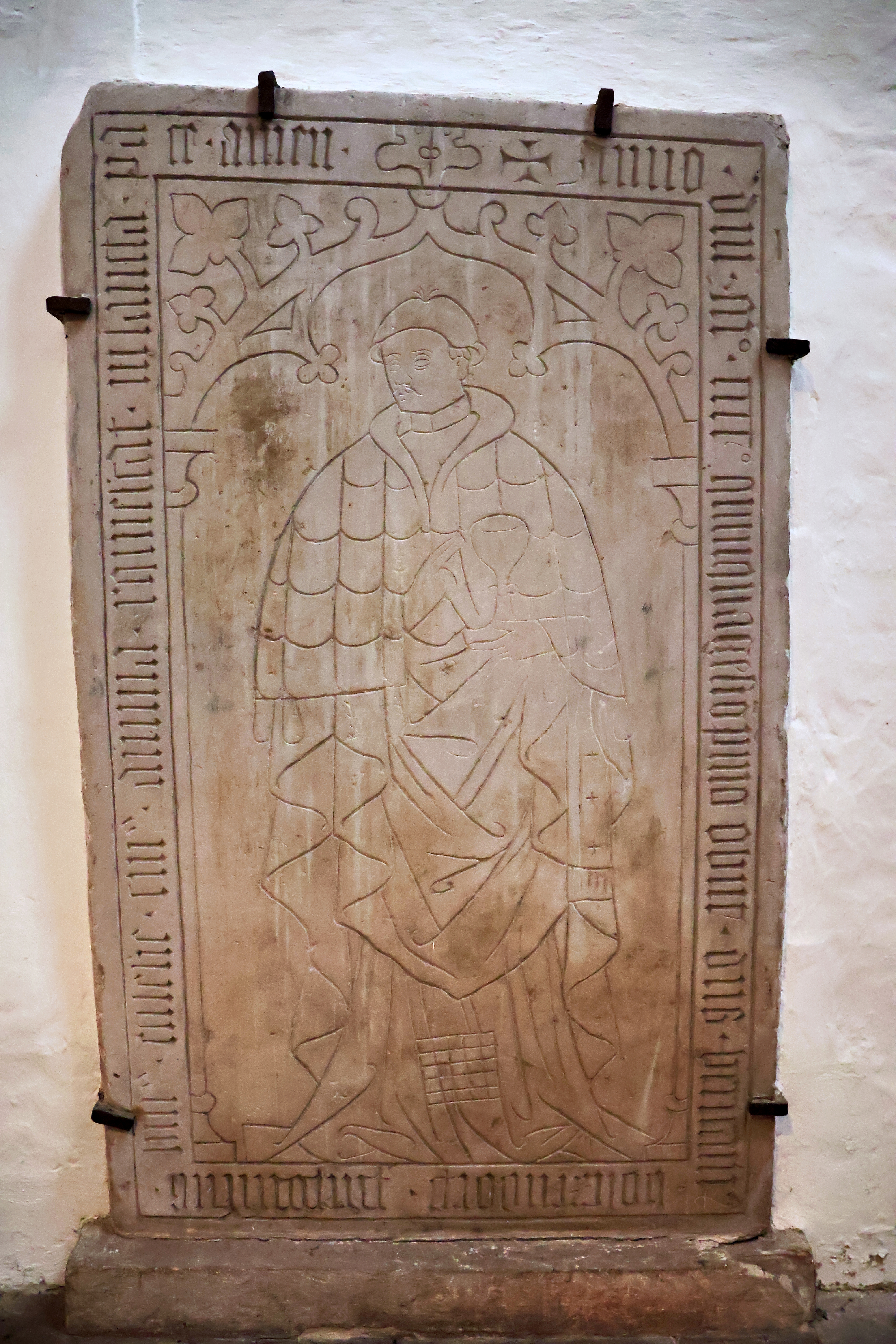
Vollständige Grabplatte aus dem Todesjahr (1451) des Bischofs.

Bertram von Holtzendorf (auch Holtzendorp; † vor dem 2. Juni 1451) war Propst des Doms zu Brandenburg, Domherr und Prior.

## Leben und Wirken
Bertram von Holtzendorf entstammte der alten Adelsfamilie Holzendorf. 1422 ist er als Student in Leipzig nachweisbar. In weiterer Folge war er in Brandenburg Domherr, später Prior. Nach dem 5. Oktober 1447 war er Propst in Brandenburg. Sein Todestag war vor dem 2. Juni 1451, da an diesem Tag sein Nachfolger, der spätere Bischof Dietrich von Stechow, gewählt wurde.
Nach seinem Tod wurde Bertram von Holtzendorf in der Mitte des Hauptschiffs des Doms beerdigt. Später wurde seine Grabplatte an der Westwand des nördlichen Querschiffs aufgestellt. Die Grabplatte mit Ritzzeichnung zeigt Bertram von Holtzendorf mit einem Kelch in der linken und zwei Finger gestreckt der rechten Hand.